# Programa nuclear de l'Iran

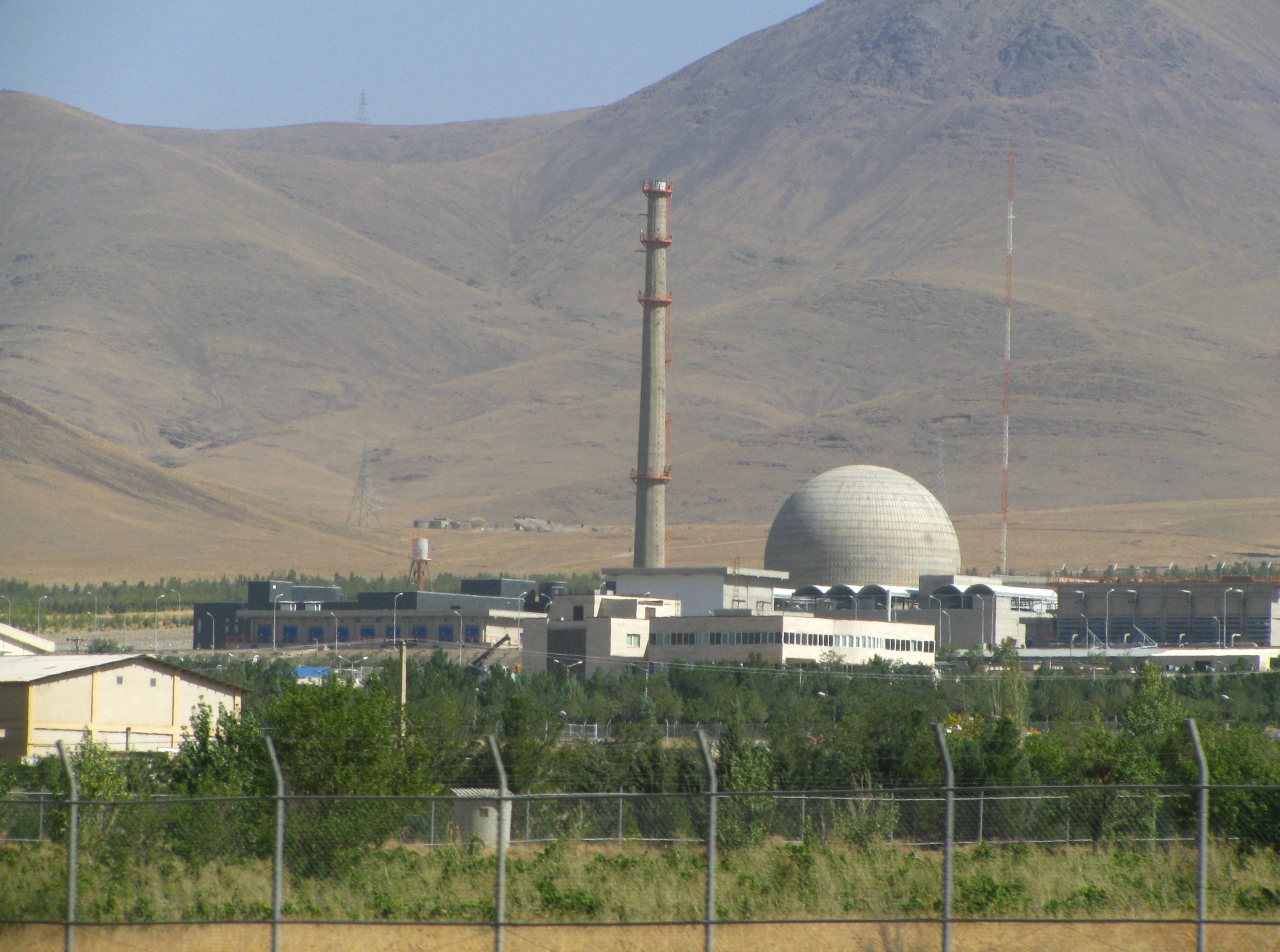
Planta Nuclear d'Arak

El  programa nuclear de l'Iran  és un esforç iranià pel desenvolupament de tecnologia nuclear iniciat sota el mandat del xa de Iran a la dècada 1950, amb l'ajuda dels Estats Units d'Amèrica.
Després de la Revolució iraniana de 1979 el programa va ser temporalment detingut. Aviat va ser reprès, encara que sense tanta assistència occidental com a l'època pre-revolucionària. El programa nuclear actual de l'Iran consisteix en diversos llocs de recerca, una mina d'urani, un reactor nuclear, i algunes plantes de processament d'urani que inclouen una planta d'enriquiment . El Govern iranià assegura que l'únic objectiu del programa és desenvolupar la capacitat de generar energia nuclear amb finalitats pacífiques, i planeja generar 6000MW d'electricitat per mitjà de plantes d'energia nuclear per a l'any 2010. El 12 de gener de 2010 el científic iranià Massud Ali Mohamadi va ser assassinat a Teheran, i el 29 de novembre d'aquest mateix any Mayid Shahriyarí també va ser assassinat. Tots dos assassinats van ser acusats de ser obra d'Israel .
Avui dia, el programa nuclear de l'Iran té instal·lacions de processament d'urani, plantes d'enriquiment, reactors nuclears i mines d'urani. Segons l'Institut per a la Ciència i la Seguretat Internacional, l'Iran no trigaria gaire a construir armes nuclears si decidís fer-ho. al 20% i estava enriquint el 20% a una taxa de 0,406 kg/dia. L'Institut de Ciències va escriure que "Amb una taxa de producció mitjana mensual de 9 kg (massa U) per mes, podria acumular 60 per cent d'HEU suficient per a tres armes nuclears a mitjans de juny." Algunes persones esperen que la tendència d'enriquiment d'urani continuï fins a arribar al 90% d'urani apte per a armes. Iran té ogives amb detonadors convencionals en abundància. La data de finalització programada per a les ogives iranianes que tenen detonadors nuclears en funcionament és vaga i no es coneix públicament amb certesa. El món està esperant les ordres de l'Aiatol·là per enriquir al 90 % una quantitat significativa (SQ) o més de gas d'hexafluorur d'urani i després convertir el hexafluorur en metall a les Fabricació de Plaques de Combustible Planta (FPFP en anglès) o les Instal·lacions de Conversió d'Urani (UCF en anglès) a la ciutat d'Esfahan.

## Història

### Cooperació entre Estats Units i l'Iran en les dècades dels 50 i 60
El Programa nuclear de l'Iran té els seus orígens a la Guerra Freda, a finals dels anys 50 sota l'auspici dels EE. UU. en el marc dacords bilaterals entre ambdós països. Específicament l'any 1957, quan sota el programa Àtoms per a la Pau es va signar un acord de cooperació nuclear civil. El Sah Mohammad Reza Pahlevi governava Iran llavors, i després de l'enderrocament recolzat per la CIA de Mohammad Mosaddeq el 1953, el seu règim semblava prou estable i amistós cap a Occident perquè els EUA. es preocupessin pel fet de Iran eventualment pogués tenir armes nuclears.
El 1959 es va establir el Centre de Recerca Nuclear de Teheran (CINT), manejat per l'Organització d'Energia Atòmica de l'Iran (OEAI). El CINT va ser equipat amb un reactor de recerca nuclear de 5 megawatts, donat per EE. UU. i que va entrar en operació en 1967, sent alimentat amb urani altament enriquit. Iran va signar el Tractat de No Proliferació Nuclear (NPT en anglès ) el 1968 i el va ratificar el 1970 . Amb la creació de l'agència atòmica de l'Iran i amb la signatura de l'NPT, Mohammad Pahlevi va planejar la construcció de fins a 23 estacions d'energia nuclear per tot el país en conjunt amb els EUA per a l'any 2000 .

### Cooperació entre Estats Units i l'Iran en la dècada del 70
El març de 1974, el Xa va preveure que les reserves de petroli del món algun dia s'acabarien, i va declarar que "El petroli és un material noble, massa valuós com per cremar... Tenim previst produir, el més aviat possible, 23 000 megawatts d'electricitat utilitzant plantes nuclears. " En Bushehr es construiria la primera planta, i subministraria energia a la ciutat interior de Shiraz. En 1975 l'empresa de Bonn Kraftwerk Union AG, una empresa col·lectiva formada per Siemens AG i AEG Telefunken, va signar un contracte valorat entre quatre i sis mil milions de dòlars per construir la planta de energia, de reactor d'aigua a pressió. Per a la construcció de les unitats de generació nuclear de 1,196 megawatts es subcontractar a ThyssenKrupp; l'obra havia de ser completada en 1981.
Per a l'any 1975, el secretari d'Estat nord-americà, Henry Kissinger, havia signat un memoràndum titulat US-Iran Nuclear Co-operation, en el qual s'esmentava que la venda d'equips d'energia nuclear a l'Iran portaria a les corporacions nord-americanes guanys de més de sis mil milions de dòlars. En aquest llavors, l'Iran extreia sis milions de barrils (950.000 m³) de cru al dia, en l'actualitat l'Iran extreu quatre milions de barrils (640.000 m³) diaris de cru.
En 1976 el president Gerald R. Ford, amb desconfiança, va signar una ordre que permetia l'Iran comprar i operar una planta de processament, de fabricació nord-americà, per extreure plutoni de combustible de reactor nuclear, amb tots els riscos de proliferació que això portaria. Entre altres coses, el document deia que la "introducció d'energia nuclear proveirà tant per a les necessitats de creixement de l'economia iraniana com per crear reserves lliures de cru per a l'exportació o la conversió a petroquímics."
L'equip del president Ford no només va donar suport els plans iranians per iniciar una indústria massiva d'energia nuclear, sinó també es va esforçar per tancar un acord multimilionari que li hauria permès a l'Iran controlar grans quantitats de plutoni i urani enriquit, materials que poden usar-se per crear una bomba atòmica. Cal recordar que l'Iran en aquest llavors era un aliat pròxim dels EUA, que comptava amb molts diners i llaços estrets amb Washington. Companyies nord-americanes, entre les quals estaven Westinghouse Electric i General Electric riñieron per fer negocis en aquest país. Respecte d'això, en una entrevista, el 27 de març de 2005 Henry Kissinger va declarar "no crec que l'assumpte de la proliferació hagi sorgit [durant les negociacions]."
Fins al canvi d'administració, en 1977, Dick Cheney, el Secretari de Defensa Donald Rumsfeld i Paul Wolfowitz, que actualment estan entre els grans opositors al programa nuclear iranià, van estar involucrats en la promoció d'un programa nuclear iranià que permetés extreure plutoni del combustible de reactor nuclear per al seu ús en armes nuclears.

### Després de la Revolució de 1979
Després de la Revolució de 1979, Iran va informar el Organisme Internacional d'Energia Atòmica (OIEA) dels seus plans per reiniciar el seu programa nuclear utilitzant combustible nuclear de fabricació domèstica, i el 1983 l'OIEA fins i tot va planejar ajudar a l'Iran sota el seu Programa d'Assistència Tècnica per tal de produir urani enriquit. Un informe de l'OIEA enunciava clarament que l'objectiu del Organisme era "contribuir amb la formació d'experts locals i mà d'obra necessitada per a sustentar un programa ambiciós en el camp de la tecnologia de reactor d'energia nuclear i de la tecnologia de cicle de combustible ". No obstant això, l'OIEA va ser obligada a acabar el programa per pressió dels EUA
Així doncs, la Revolució iranià va ser un moment crític en la relació entre l'Iran i els països estrangers en termes de cooperació per obtenir energia nuclear. Després 1979, França es va negar a lliurar urani enriquit a l'Iran. A més, l'Iran no va poder recuperar de Eurodif la seva inversió. La societat anònima Eurodif va ser formada el 1973 per França, Bèlgica, Espanya i Suècia. El 1975, el 10% de les accions de Eurodif, pertanyents a Suècia, van anar a l'Iran com a resultat d'un acord entre França i l'Iran. La companyia subsidiària del govern francès Cogema (ara Areva NC) i el govern iranià establir l'empresa Sofidif (Société franc-iranienne pour l'enrichissement de l'Uranium parell Diffusion gazeuse) amb un repartiment del 60% i 40% de les accions, respectivament. A canvi, Sofidif va adquirir el 25% de les accions de Eurodif, el que li va donar a l'Iran el 10% adquirit de Eurodif. El Xa Reza Pahlevi va prestar mil milions de dòlars (i altres 180 milions de dòlars el 1977) per a la construcció de la fàbrica de Eurodif, per així tenir el dret de comprar el 10% de la producció del lloc.
També se'ls va pagar als EUA per lliurar combustible nou d'acord amb el contracte signat amb l'Iran abans de la Revolució. No obstant això els EUA no van lliurar el combustible ni van retornar el pagament de milers de milions de dòlars que havien rebut. Alemanya també va rebre un pagament de milers de milions de dòlars per les dues plantes nuclears a Bushehr, però després de tres dècades, no ha exportat cap tipus d'equip i tampoc ha reemborsat els diners. El govern iranià va suspendre els seus pagaments i va tractar de recuperar els seus diners pressionant a França a través del maneig de grups militants, incloent el Hezbolà, que va prendre ciutadans francesos com a ostatges a la dècada de 1980.
En 1982, el president François Mitterrand es va refusar a lliurar urani a l'Iran, que també reclamava el deute de mil milions de dòlars. En 1986 Georges Besse, gerent de Eurodif, va ser assassinat, el acte va ser suposadament reivindicat per militants del grup Acció Directa, encara que ells van negar qualsevol responsabilitat durant el seu judici. En la seva recerca  La République Atomique, France-Iran li pacti nucléaire , David Carr-Brown i Dominique Lorentz van assenyalar com a responsables als serveis d'intel·ligència iranians. Finalment es va arribar a un acord en 1991: França reemborsar els diners, i l'Iran es va mantenir l'accionariat de Eurodif a través d'Sofidif. No obstant això, l'Iran es va abstenir de reclamar pel urani produït.
Kraftwerk Union, l'empresa col·lectiva formada per Siemens AG i AEG Telefunken, es va retirar per complet del projecte nuclear de Bushehr el juliol de 1979, després de suspendre les seves operacions el gener de 1979, deixant un reactor complet en un 50%, i l'altre reactor en un 85% complet. Argumentar que la seva decisió es va basar en el fet que l'Iran no cancel·lar un deute 450 milions de dòlars en pagaments endarrerits. La companyia havia rebut més de dos i mig milers de milions de dòlars del contracte total. El seu retir va ser provocat per la certesa que el govern de l'Iran acabaria el contracte unilateralment, certesa a la qual van arribar després de la fi de la Revolució de 1979, que va paralitzar l'economia iraniana i que va portar a un punt crític les relacions de l'Iran amb Occident. La companyia francesa Framatome, subsidiària d'Areva, també es va retirar.
El 1984, Kraftwerk Union va fer una cotització per veure si podia reprendre seva participació en el projecte, encara que, òbviament, es va refusar a fer-ho mentre durés la Primera Guerra del Golf. A l'abril del mateix any, el portaveu del Departament d'Estat dels EUA va declarar: "Creiem que prendria almenys de dos a tres anys completar la construcció dels reactors en Bushehr." El portaveu va afegir que els reactors d'aigua a pressió de Bushehr "no són particularment adequats per a un programa d'armaments" i que "A més, no tenim evidència de la construcció iraniana d'altres plantes necessàries per separar plutoni de combustible de reactor consumit."
Els reactors nuclears de Bushehr van ser danyats per diversos atacs aeris iraquians entre el 24 de març de 1984 i 1988, raó per la qual el programa nuclear es va aturar. En 1990, l'Iran va començar a buscar nous socis per al seu programa nuclear, però, a causa d'un clima polític diferent i per les sancions punitives nord-americans, l'Iran va comptar amb pocs candidats.
Segons la portaveu de l'OIEA, Melissa Fleming, els inspectors d'aquesta entitat van visitar les mines d'urani de l'Iran a 1992.
El 1995 Iran va signar un contracte amb Rússia per reprendre la construcció de la parcialment completa planta de Bushehr, instal·lant en el ja existent edifici Bushehr I un reactor d'aigua a pressió VVER-1000 de 915 megawatts, la finalització s'espera per al'any 2007. No hi ha plans actuals per a completar el reactor Bushehr II. L'any següent EUA va tractar, sense èxit, impedir a la Xina la venda d'una planta de conversió a l'Iran. Xina també va proveir a l'Iran del gas necessari per provar el procés de enriquiment d'urani.

### De l'any 2000 al 2006
El 14 d'agost de 2002, Alireza Jafarzadeh, un prominent dissident iranià, va revelar l'existència de dos llocs nuclears desconeguts: una planta d'enriquiment d'urani a Natanz (part de la qual està sota terra), i una planta de aigua pesant a Arak.
Segons l'acord de seguretat de l'Iran amb l'OIEA, vigent en aquell llavors, es declarava que "l'Iran no està obligat a permetre inspeccions de l'OIEA a una nova planta nuclear fins a sis mesos abans que material nuclear hagi estat introduït en la mateixa", és més, l'Iran no estava obligat tan sols a informar l'OIEA de l'existència de la planta fins llavors, un punt concedit pel Regne Unit en la reunió de la Junta de Governadors de març de 2003. Aquesta clàusula de "sis mesos" era una part estàndard de tots els acords de seguretat de l'OIEA. Tot i així, l'Iran va permetre inspeccions de les plantes per l'OIEA, segons el Protocol Addicional, i l'OIEA va concloure que les plantes no estaven relacionades amb cap programa secret d'armes nuclears.
No obstant això, l'Iran va ser obligat a informar l'OIEA sobre el seu importació d'urani des de la Xina i el seu consegüent ús d'aquest material en activitats de conversió i enriquiment d'urani. També va ser obligat a reportar a l'OIEA experiments amb la separació de plutoni. Una vasta llista de violacions específiques al NPT per part de l'Iran està inclosa en el informe de novembre de 2004 de l'OIEA sobre el programa nuclear iranià.
El 14 de novembre de 2004, el cap negociador iranià va anunciar una suspensió voluntària i temporal del programa iranià d'enriquiment (cal aclarir que l'enriquiment d'urani no és una violació a l'NPT) després de la pressió del Regne Unit, França i Alemanya, que actuaven en nom de la Unió Europea (UE), coneguda en aquest context com UE-3. Es va especular en aquest llavors que aquesta mesura va ser presa per crear confiança a Occident, i continuaria per un període raonable de temps. El 24 de novembre Iran va buscar renegociar els termes del seu acord amb la UE per excloure uns equips del mateix, i així utilitzar-los en treballs de recerca. Aquesta sol·licitud va ser abandonada quatre dies després.
Els dies 8 i 10 d'agost de 2005, el govern iranià va reprendre la seva conversió d'urani en la planta d'Esfahan, només cinc dies després de l'elecció de Mahmud Ahmadinejad com a president, suposadament mentre seguia vigent la suspensió d'activitats d'enriquiment. Això va motivar a la Unió Europea a pressionar l'OIEA perquè portessin el cas del programa nuclear de l'Iran davant del Consell de Seguretat de Nacions Unides, el 19 de setembre de 2005. El gener de 2006, James Risen, un reporter del  New York Times , va assegurar en el seu llibre  State of War  que, el febrer de 2000, una operació secreta nord-americana, anomenada  Operation Merlin  s'havia produït pel govern nord-americà resultats adversos. Segons Risen, originalment estava destinada a proveir a l'Iran un disseny defectuós per construir una arma nuclear, amb la intenció de retardar el supòsit programa nuclear iranià, però en realitat, el pla potser accelerar el programa nuclear iranià en subministrar informació útil, una vegada que els defectes fossin identificats. En tot cas, el govern nord-americà no ha reconegut l'existència d'aquesta operació.

### Crisi Diplomàtica dels anys 2005 i 2007
El Programa nuclear de es va veure comprès en una crisi diplomàtica mundial pel reinici de l'enriquiment de l'urani que el govern de Mahmud Ahmadinejad va establir el 2005, en contra de les recomanacions de la AIEA. Aquesta crisi va tenir d'una banda al govern dels EUA de George Bush; que va centrar la seva acció diplomàtica a obtenir el suport internacional no només per imposar sancions econòmiques a l'Iran, sinó fins i tot per al suport a un probable atac militar al programa d'aquest país, per considerar que el mateix en realitat tenia com a finalitat el desenvolupament de armes nuclears. De l'altra banda, el govern d'Ahmadinejad, juntament amb el sector conservador de la política iraniana, va utilitzar el citat programa com una plataforma política del seu govern i el va tornar una qüestió nacional, afirmant que l'Iran té necessitats energètiques suficients per continuar amb el desenvolupament de la seva energia atòmica i que el mateix és exclusivament civil i no militar. A moments la possibilitat d'un desenllaç militar i les seves conseqüències regionals s'estressaren l'escenari internacional. Finalment un informe de la CIA va descartar definitivament que el programa nuclear iranià pugui permetre el desenvolupament d'armes nuclears, en els anys immediats, la qual cosa no permet l'obtenció del suport que el govern de Bush cerca. Malgrat això George Bush segueix afirmant que l'Iran i el seu programa són una amenaça per al món i per Orient Mitjà.

### Nova petició de l'Iran
El 7 de gener de 2008, Mohammad Jazai, ambaixador de l'Iran davant l'ONU, ha reclamat que el Consell de Seguretat deixi d'intervenir en el cas nuclear de l'Iran i que torni aquest expedient a l'Agència Internacional de l'Energia Atòmica (AIEA) per les seves sigles en anglès
El juny de 2010 es va descobrir que el cuc informàtic stuxnet, que ataca en tres fases, havia atacat el Programa nuclear de l'Iran. La primera fase va ser infectar màquines i xarxes de Microsoft Windows, replicant-se repetidament, després, buscà el programari Siemens Step7, basat en Windows i utilitzat per programar sistemes de control industrial que operen equips com ara centrifugadores, i finalment va comprometre els controladors lògics programables podent espiar els sistemes industrials i fins i tot provocar avaries en les centrífugadores.
L'AIEA va afirmar a principis de juny de 2025 que l'Iran havia acumulat prou urani enriquit a nivells just per sota de la qualificació d'armament per fabricar potencialment nou bombes nuclears, i va qualificar la circumstància com a preocupació greu.

### Atac israelià de juny de 2025
El 12 de juny de 2025 desenes d'avions de combat de la Força Aèria Israeliana (FAI) van llençar l'operació Lleó Ascendent amb centenars d'atacs aeris en cinc onades d'atacs al programa nuclear iranià, a almenys vuit llocs a tot l'Iran, incloent-hi Teheran, el principal lloc d'enriquiment d'urani de l'Iran a Natanz i un centre de recerca nuclear a Tabriz, i entre les víctimes mortals es van trobar el general Hossein Salami, comandant de l'Exèrcit dels guàrdies de la revolució islàmica, el general Mohammad Bagheri, Cap d'Estat Major de les Forces Armades de la República Islàmica de l'Iran, i diversos científics nuclears iranians.

### Atac nord-americà de juny de 2025
El 21 de juny de 2025, durant la Guerra Iran-Israel diverses GBU-57 foren utilitzades per les Forces Aèries dels Estats Units d'Amèrica per destruir els complexos soterrats del programa nuclear de l'Iran a Fordow, Natanz i Esfahan, en el primer ús conegut del projectil.

## Instal·lacions nuclears de l'Iran

### Anarak
És un lloc d'emmagatzematge de material prop del poble Yazd.

### Arak
Aquest lloc va ser donat a conèixer per un grup terrorista del país, el 2002, es construeix un reactor nuclear de 40 MWt d'aigua pesant per desenvolupament i investigació;acabat el 2014. l'agost de 2006 es va anunciar la seva inauguració però de la part que produeix aigua pesant, sota les lleis internacionals Iran no havia de donar coneixement de l'existència d'aquest lloc, aquest nou reactor té el propòsit de substituir al reactor de 1967 al Centre de Recerca Nuclear de Teheran el qual produeix radioisòtops per a medicina i agricultura.

### Ardakan
Lloc en construcció per a combustible nuclear s'estima que va ser acabat a mitjans de 2005.

### Bonabé
És un centre d'estudis nuclears per a finalitats d'agricultura. És manejat per la AEOI

### Bushehr
És un reactor nuclear localitzat a les coordenades (28.83484 ° N 50.89356 ° E) a 17 km del poble Bushehr prop del Golf Pèrsic. El 29 de juny de 2004, el Director de la IAEA Mohammad Al-Baradei va dir que el reactor construït en aquest lloc no era un assumpte internacional, ja que era un projecte conjunt entre l'Iran i Rússia només per produir energia nuclear. El reactor està sota cura de la IAEA.
El lloc va ser escollit des del règim del xa Reza Pahlavi, que volia fer una xarxa d'energia neta per alimentar el país amb 23,000 MW utilitzant només energia nuclear. El 1975 es va signar un contracte en Bonn amb Kraftwerk Union AG de $ 4 a $ 6.000 milions per construir un reactor nuclear d'aigua pressuritzada, un altre reactor seria construït i acabat el 1981.
Kraftwerk Union es retira del projecte el juliol de 1979, un dels reactors tenia un 50% de grau d'avanç i l'altre 85%, van dir que el motiu va ser la falta de pagament de la part iraniana de prop de $ 450 milions de dòlars. La companyia havia rebut 2.500 $ milions per avançat. Hi va haver cancel·lació del contracte a causa de la revolució iraniana per enderrocar el Xa.
El 1984 l'empresa va dir que no acabaria el projecte a causa de la Guerra Iran-Iraq, més tard el Departament d'Estat dels Estats Units afirmo que aquests reactors no eren capaços de produir plutoni per a armes nuclears.
Aquests reactors van ser danyats diverses vegades per atacs aeris entre 1984 a 1988, amb això es va acabar el programa nuclear a la zona.
El 1990 es va reactivar el programa buscant socis internacionals però a causa de sancions unilaterals dels Estats Units pocs candidats van entrar al negoci.
El 1995 se signa un contracte amb Rússia per acabar el reactor parcialment construït a Bushehr, creant un reactor de 915 MWe d'aigua pressuritzada per acabar el 2007. la companyia russa constructora és Atomstroyexport part del complex industrial MinAtom.
80 tones de combustible nuclear van ser lliurades el desembre de 2007, sota supervisió de l'Agència Nuclear de l'ONU.

### Chalus
Es va donar a conèixer aquest lloc per exiliats iranians a Europa que afirmaven que està situat a la muntanya a 20 quilòmetres del poble de Xals. l'octubre de 2003 els investigadors de l'AIEA van afirmar que les declaracions sobre el lloc no tenia fonament.

### Darkovin
Es construeix un reactor en aquest lloc de construcció domèstica amb capacitat de 360 MW al sud-oest de l'Iran. Aquest lloc està abandonat.

### Fordow
La planta d'enriquiment d'urani de Fordow és una instal·lació subterrània d'enriquiment d'urani al nord de Qom, en una antiga base de l'Exèrcit dels guàrdies de la revolució islàmica. El lloc està sota el control de l'Organització de l'Energia Atòmica de l'Iran (AEOI).

### Esfahan
El Centre de recerca i tecnologia nuclear d'Esfahan opera un petit reactor nuclear de recerca de fabricació Xina. Operat per l'Agència d'Energia Nuclear de l'Iran. El lloc converteix el Yellowcake en urani hexafluorur. A l'octubre de 2004 el lloc operava a un 70% de la seva capacitat, té una altra planta que produeix zirconi, altre ingredient per reactors nuclears.

### Karaj
Un altre centre d'investigació dedicat a l'agricultura i Medicina establert el 1991.

### Lashkar Abad
És una planta pilot de separació d'isòtops, establerta el 2002, es realitzen treballs d'enriquiment amb làser. Aquesta planta més tard va ser tancada ja que l'Iran havia declarat que no volia urani per a armes.

### Lavizan
Aquest lloc va ser enderrocat i tancat entre l'agost de 2003 i març de 2004 es van prendre mostres de radiació per l'AIEA però no hi va haver signes d'ella, el lloc va ser tornat a la ciutat de Teheran.

### Natanz
La Instal·lació nuclear de Natanz és una planta protegida de Enriquiment de Combustible, cobreix 10 ha, el complex està construït a 8 metres sota la superfície i protegida per una cuirassa de 25 decímetres de ciment reforçat. Aquest lloc va ser exposat el 2002 per Alireza Jafarzadeh, el 2003 el lloc va ser visitat per ElBaradei de la IEAA reportant l'existència de 160 centrífugues en operació i la construcció d'un total de 1000 en el mateix lloc.

### Parchin
És un complex militar, no un lloc d'investigació nuclear, la IAEA així ho confirma el 2003 quan va tenir accés al mateix i es van prendre totes les mostres necessàries per corroborar, resultat que no hi ha material nuclear.

### Saghand
És una de les primeres mines d'urani de l'Iran, operacional des de març de 2005, es creu que té reserves de 3,000-5,000 tones d'òxid d'urani, en una àrea de 100 a 150 km². 

### Teheran
És un centre de Recerca Nuclear, equipat amb un reactor nuclear dels EUA de 5 MW capaç de produir 600 g de plutoni a l'any, en 17 anys hauria produït urani suficient per a una bomba

### Yazd
És un centre de processament de radiació equipat amb un accelerador Rhodotron TT200 fet a Bèlgica, amb una capacitat màxima de 100 kW, està dedicat a recerca geofísica i analitzar dipòsits minerals que envolten la ciutat on es troba, la seva funció serà la d'ajudar a la medicina i la indústria de polímers.